# Hr.Ms. Buizerd (1943)
Hr.Ms. Buizerd (MTB 240) ook bekend als Hr.Ms. MTB 240 was een Nederlandse motortorpedoboot. Het schip was vernoemd naar de Buizerd; ook de andere Nederlandse motortorpedoboten zijn vernoemd naar roofvogels. De Buizerd werd tijdens de Tweede Wereldoorlog, direct uit de bouwlijn bij de scheepswerf Vosper uit Portsmouth, van de Britten gekocht. De Buizerd werd samen met de Arend, Valk en de Sperwer gekocht voor 100.000 Britse ponden. Het bedrag was volledig afkomstig uit het Prins Bernhardfonds. De Buizerd maakte deel uit van het 9e M.T.B.-flottielje dat eerst onder Brits en later onder Nederlands commando stond. Tijdens de Tweede Wereldoorlog voerde de Buizerd patrouilles uit op het Kanaal. De buitendienststelling van het schip op 16 december 1944 was een gevolg van het overplaatsen van manschappen van de motortorpedobootdienst naar de havendetachementen in bevrijd Nederland. Ruim een jaar later, in februari 1946, werd het schip verkocht.